# Ramona Petraviča
Ramona Petraviča, née le 25 septembre 1967, est une femme politique lettone.
De 2019 à 2021, elle est ministre du Bien-être social au sein du gouvernement d'Arturs Krišjānis Kariņš.

## Biographie
Ramona Petraviča est diplômée de la faculté de chimie de l'Université Technique de Riga.

### Carrière politique

#### Ministre du Bien-être social
Le 23 janvier 2019, Ramona Petraviča est nommée ministre du Bien-être social dans le gouvernement Kariņš I nouvellement créé.
En sa qualité de ministre, elle initie d'importantes mesures destinées à réduire la pauvreté.
Le 6 janvier 2022, elle annonce qu' quitte le parti politique For a Humane Latvia connu sous le nom de KPV LV. Elle annonce également qu'elle continue de siéger à la Saeima en tant que membre de la faction « Indépendants », aux côtés d'autres députés qui se sont détachés du parti.

#### Membre de la Saeima
Ramona Petraviča est membre de la 14e Saeima.